# اندرو برت
اَندرو برت (انگلیسی: Andrew Burt؛ ‏ ۲۳ مهٔ ۱۹۴۵ – ۱۶ نوامبر ۲۰۱۸) بازیگر اهل بریتانیا بود. وی بین سال‌های ۱۹۷۲ تا ۲۰۰۹ میلادی فعالیت می‌کرد.
از فیلم‌ها یا مجموعه‌های تلویزیونی که وی در آن‌ها نقش داشته‌است، می‌توان به پلنگ سیاه، دکتر هو، خانم مارپل، پوآرو، تلفات، ایست‌اندرز، مأموران مخفی و داستان‌های باورنکردنی اشاره نمود.